# 李繼韶
李繼韶（？—？），字仲虞，浙江處州府縉雲縣人，明朝政治人物。

## 生平
萬曆十年（1582年）壬午科浙江鄉試第二名舉人。授浦城縣知縣。